# اسکار کرویزر
 اسکار کرویزر (انگلیسی: Oscar Kreuzer؛ زاده ۱۴ ژوئن ۱۸۸۷ درگذشته ۳ مهٔ ۱۹۶۸) یک تنیس‌باز اهل آلمان بود. 